# Cetopsidium pemon
Cetopsidium pemon és una espècie de peix de la família dels cetòpsids i de l'ordre dels siluriformes.

## Morfologia
- Els mascles poden assolir 4,3 cm de longitud total.
- Nombre de vèrtebres: 37-41.[4]

## Hàbitat
És un peix d'aigua dolça i de clima tropical.

## Distribució geogràfica
Es troba a Sud-amèrica: rius Caroni i Caura (afluents meridionals del riu Orinoco a Veneçuela), conca del riu Meta (conca del riu Orinoco a Colòmbia) i parts del riu Branco al Brasil.